# Ермилов, Виталий Юрьевич
Виталий Юрьевич Ермилов (8 июня 1970, Белая Калитва, Ростовская область) — российский футболист, выступавший на позиции нападающего. Сыграл 20 матчей в высшей лиге России.

## Биография
Воспитанник ДЮСШ своего родного города, тренировался под руководством Анатолия Петровича Кращенко. В 17-летнем возрасте начал выступать за взрослую команду «Калитва» в соревнованиях коллективов физкультуры. В 1988—1990 годах проходил военную службу, после этого продолжил играть в любительских командах (по его словам, в армии он получил дозу облучения, что сказалось на его «причёске»: у Ермилова полностью отсутствует шевелюра на голове). В 1992 году дебютировал на профессиональном уровне в составе «Шахтёра» (Шахты), выступавшего во второй лиге России, и стал лучшим бомбардиром команды с 16 забитыми голами.
В 1993 году перешёл в «Ростсельмаш». Дебютный матч в высшей лиге сыграл 8 марта 1993 года против московского «Спартака», выйдя на замену на 72-й минуте вместо Алексея Середы. Всего в сезоне-1993 принял участие в 20 матчах, голов не забивал, а его команда вылетела из высшей лиги. В следующем сезоне сыграл 17 матчей и забил 1 гол в первой лиге.
С 1995 года выступал за таганрогское «Торпедо». В 1996 году стал вторым бомбардиром зонального турнира второй лиги с 31 забитым голом, отстав на два мяча от Ибрагима Гасанбекова. В 1997 году перешёл в саратовский «Сокол», в его составе три сезона выступал в первом дивизионе, а затем в течение сезона играл за тульский «Арсенал».
В 2001 году перешёл в «КАМАЗ». В том же сезоне стал лучшим бомбардиром зонального турнира второго дивизиона с 26 голами и установил клубный рекорд результативности за сезон. В 2003 году стал победителем зонального турнира второго дивизиона и снова выиграл спор бомбардиров, забив 23 мяча. Является лучшим бомбардиром «КАМАЗа» за всю историю с 69 голами.
Завершил профессиональную карьеру в 35-летнем возрасте в 2005 году в составе саратовского «Сокола». В дальнейшем выступал в чемпионате России по пляжному футболу в составе саратовской «Дельты» и играл на любительском уровне за ФК «Калитва».
С 2015 года работает тренером в ДЮСШ саратовского «Сокола», тренирует команду 2004 года рождения.

## Личная жизнь
Женат, трое детей.